# Sultanat du Choa
Cet article concerne le sultanat médiéval du Choa. Pour le royaume salomonien, voir Choa. Pour le génocide des Juifs d'Europe, voir Shoah.

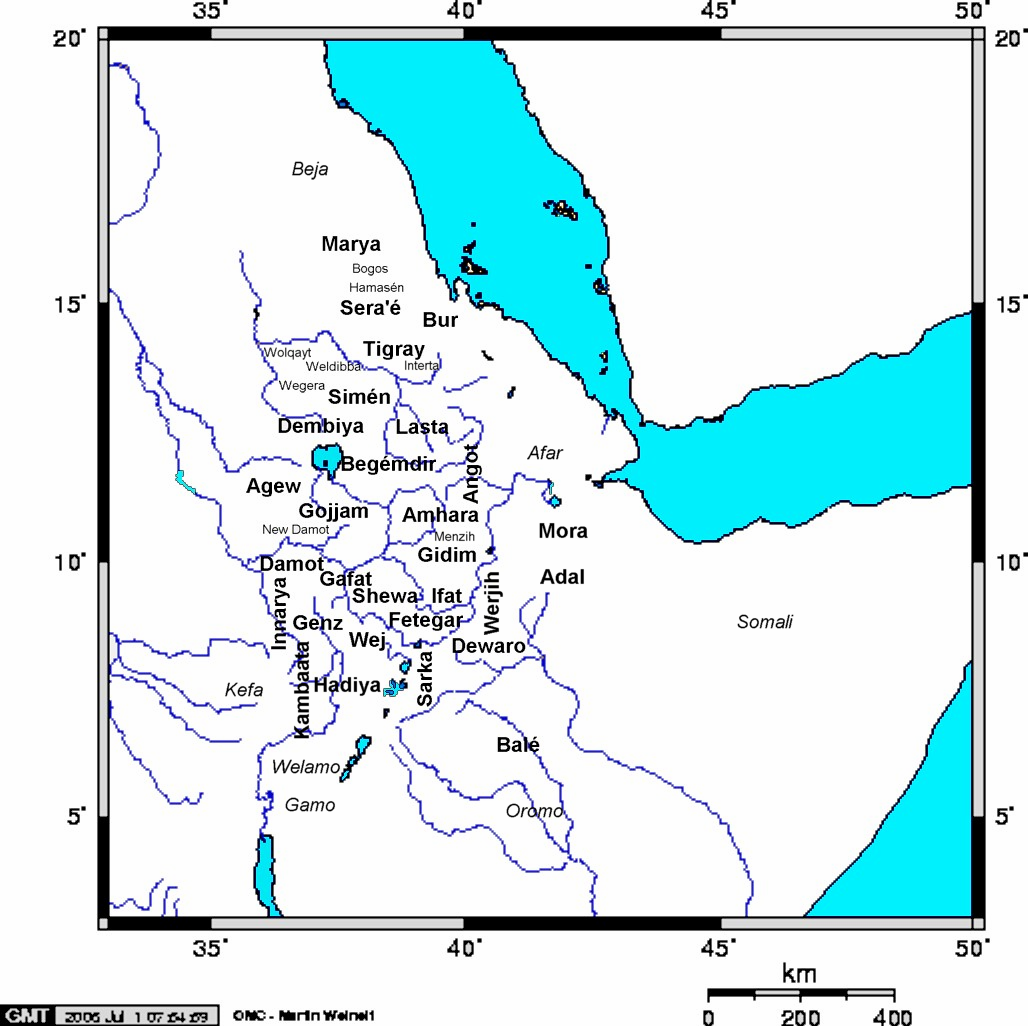
Carte des provinces éthiopiennes médiévales.

Le sultanat du Choa (aussi royaume de Shoa) était un royaume musulman situé sur le territoire de l'Éthiopie et détruit à la fin du XIIIe siècle.
Il porte également le nom de sultanat de Makhzumi du nom de la dynastie régnante[réf. souhaitée].

## Histoire
Cet État est cité dans un texte éthiopien en arabe qui daterait son apogée autour du XIIe siècle[réf. souhaitée].
Quelques traces archéologiques subsistent au nord-est d'Addis-Abeba dont plusieurs bâtiments à Asbäri, des vestiges d'un cimetière et de mosquées à Mäsal et des ruines à Nora, voisins de tumulus pré-islamiques[réf. souhaitée].
Ce royaume semble se situer essentiellement sur un plateau dominant le Rift et surmonté lui-même d'un plateau plus haut (vers 2 000 m). Il pourrait donc avoir joué un rôle de communication entre les civilisations des vallées, essentiellement chrétiennes et celles des hauts-plateaux, musulmanes[à vérifier].
La mise au jour d'une culture à tumulus dans le Menz entre les VIIIe et Xe siècles, la « culture Shay » qui a laissé par exemple les riches tumulus repérés autour de Meshalä Maryam, renouvelle par ailleurs totalement la question des processus de diffusion de l'islam et du christinanisme sur les hauts plateaux.

## Sources
- Interview de FX Fauvelle, La Recherche no 409, juin 2007.